# Felipe (football, mai 1990)
Pour les articles homonymes, voir Felipe.
Felipe de Oliveira Silva, plus communément appelé Felipe est un footballeur brésilien né le 28 mai 1990 à Piracicaba. Il évolue au poste de milieu de terrain.

## Biographie
Felipe joue plus de 50 matchs en première division brésilienne.
Il dispute trois matchs en Copa Libertadores (un but), et deux en Copa Sudamericana.
Il inscrit huit buts en deuxième division brésilienne en 2011 avec l'équipe de Guarani.

## Palmarès
- Vainqueur du Campeonato Paulista do Interior en 2012 avec Mogi Mirim
- Finaliste de la Coupe du Brésil en 2013 avec l'Atlético Paranaense